# Lusitania Expreso
El Lusitania Expreso, conocido como Lusitânia Expresso en portugués, fue un servicio ferroviario que unió, entre 1943 y 1995, las localidades de Lisboa, en Portugal, y Madrid, en España.

## Características
Este servicio unía las capitales ibéricas de Madrid y Lisboa, en convoyes nocturnos; considerados de lujo, estaba compuesto por vagones metálicos de primera y segunda clase, y vagones camas. Los convoyes de este servicio efectuaban su cruce, habitualmente, en Cáceres. En estación de Valencia de Alcántara se efectuaba un intercambio de locomotoras; para 1993 las locomotoras utilizadas en el trayecto español eran de la Serie 333 o 319.3 de la Red Nacional de Ferrocarriles Españoles.

## Historia
Fue inaugurado el 23 de julio de 1943.
En 1969, en el ámbito de las iniciativas de promoción turística "Primavera en España" y "Primavera en Portugal", organizadas en conjunto por la Compañía de los Caminhos de Ferro Portugueses y por la operadora Red Nacional de Ferrocarriles Españoles, fueron realizados viajes a Madrid y Lisboa para periodistas, en el Lusitania Expreso y en el TER Lisboa Expresso.
EL 16 de marzo de 1972, se produjo una reunión en Salamanca entre las operadoras Caminhos de Ferro Portugueses y Red Nacional de Ferrocarriles Españoles, para modificar los horarios de este servicio.
En 1986, con la introducción de vagones climatizados, este servicio cambió de nombre a Estrella Lusitânia, permaneciendo, no obstante, con el mismo recorrido y naturaleza nocturna; en el año siguiente, fue iniciada la modalidad auto-express en este servicio.
En 1995, fue sustituido, junto con el Talgo Luís de Camões, por el Trenhotel Lusitania.